# Hacıyusuflu, Çelebi
Hacıyusuflu là một xã thuộc huyện Çelebi, tỉnh Kırıkkale, Thổ Nhĩ Kỳ. Dân số thời điểm năm 2010 là 113 người.